# Lazistan

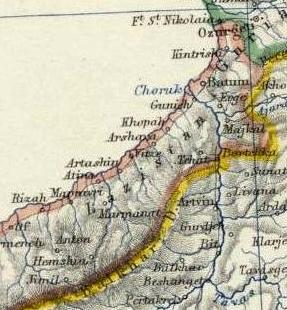
Lazistan was een sanjak in het oostelijke deel van het Trabzon Vilayet, van Rize tot aan Batoemi.

Lazistan (Lazona in Lazisch, Lazeti of Chaneti in Georgisch) was in het Ottomaanse Rijk de naam voor de sandjak ten oosten van de sandjak Trebizonde, een bestuurlijke eenheid, die bestond uit de Lazisch- of Lazuri-sprekende bevolking aan de zuidoostkust van de Zwarte Zee, van Rize tot Batoemi in het huidige Georgië. De grenzen kwamen echter niet volledig overeen met het gebied waarin Lazisch werd gesproken; in het westelijke deel van Lazistan (de huidige provincie Rize) werd Grieks, Armeens en Çepni-Turks gesproken.
In vroeger tijden was de regio onderdeel van Colchis. In de middeleeuwen was de regio onderdeel van het koninkrijk Georgië, tot ze in 1578 werd veroverd door de Turken. In 1878 werd het oostelijke deel van Lazistan onderdeel van het Russische keizerrijk. Sinds 1922 is het gebied verdeeld tussen Turkije en Georgië.